# Liste der Monuments historiques in Dignonville
Die Liste der Monuments historiques in Dignonville führt die Monuments historiques in der französischen Gemeinde Dignonville auf.

## Liste der Objekte
| Bezeichnung              | Beschreibung                                                                 | Standort                        | Kennzeichnung | Schutzstatus | Datum | Bild |
| ------------------------ | ---------------------------------------------------------------------------- | ------------------------------- | ------------- | ------------ | ----- | ---- |
| Skulptur Heilige Barbara | Stein, 15. Jahrhundert                                                       | in der Kirche St-Vincent (Lage) | PM88000229    | Classé       | 1907  |      |
| Glocke                   | Bronze, 1749 gegossen                                                        | in der Kirche St-Vincent (Lage) | PM88000231    | Classé       | 1922  |      |
| Retabel                  | mit Darstellungen der Kreuzigung und der der Apostel; Stein, 15. Jahrhundert | in der Kirche St-Vincent (Lage) | PM88000230    | Classé       | 1907  |      |